# Ośrodek Szkolenia Służb Kwatermistrzowskich
Ośrodek Szkolenia Służb Kwatermistrzowskich (OSSK) – szkoła Wojska Polskiego. 
W 1956, w związku ze zmniejszenie liczebności wojska, zostało rozformowane Centrum Wyszkolenia Służby Tyłów, a na jego bazie rozkazem Ministra Obrony Narodowej nr 025/Org. z 4 września 1956 utworzono z dniem 1 listopada 1956 Ośrodek Szkolenia Oficerów Tyłów, który wkrótce przemianowano rozkazem Ministra Obrony Narodowej nr 053/Org. z 6 listopada 1956 na Ośrodek Szkolenia Oficerów Kwatermistrzostwa, a następnie rozkazem Ministra Obrony Narodowej nr 063/Org. z 6 września 1957 przeformowano w Ośrodek Szkolenia Służb Kwatermistrzowskich. Zadaniem ośrodka było prowadzenia kursów przekwalifikowania oficerów różnych specjalności na oficerów kwatermistrzostwa.
Uchwałą Rady Państwa PRL z 22 września 1959 Ośrodkowi został nadany sztandar, zaś rozkazem Ministra Obrony Narodowej nr 52/MON z 12 października 1959 – imię Mariana Buczka. 
Zarządzeniem Szefa Sztabu Generalnego WP nr 070/Org. z 26 lutego 1968 Ośrodek w czerwcu 1968 został przeformowany w Centrum Szkolenia Służb Kwatermistrzowskich im. Mariana Buczka, w którym utworzona została kompania akademicka podchorążych studiujących nauki ekonomiczne w Wyższej Szkole Ekonomicznej w Poznaniu. Z kolei zarządzeniem Szefa Sztabu Generalnego WP nr 070/Org. z 1 grudnia 1971 Centrum przeformowano w Wyższą Szkołę Oficerską Służb Kwatermistrzowskich.

## Struktura organizacyjna (1957)
- Komenda
- Wydział ogólny
- Wydział szkolenia
- Wydział polityczny
- Cykl szkolenia politycznego
- Cykl taktyki ogólnej
- Cykl taktyki tyłów
- Cykl administracji i planowania
- Cykl finansów
- Cykl żywnościowy
- Cykl mundurowy
- Cykl kwaterunkowo-budowlany
- Cykl materiałów pędnych i smarów
- Kusy doskonalenia i przeszkolenia oficerów
- Kursy przeszkolenia oficerów i podchorążych rezerwy
- Kursy przekwalifikowania oficerów
- Kursy podoficerów zawodowych kwatermistrzostwa
- Pododdziały obsługi

## Komendanci Ośrodka
- płk Mikołaj Matwijewicz (VII 1955 – XII 1956)
- płk Bolesław Szczerba (XII 1956 – IX 1962)
- płk dypl. Franciszek Chałupczak (IX 1962 – XI 1964)
- gen. bryg. Mieczysław Cygan (XI 1964 – IX 1967)
- płk dypl. Franciszek Chałupczak (IX 1967 – XII 1970)
- gen. bryg. Julian Kowalewicz (XII 1970 – IX 1971)